# Комиссар Винтер
Комиссар Винтер (итал. Kommissarie Winter) — шведский телесериал, основанный на книгах Оке Эдвардсона о комиссаре полиции Эрике Винтере (швед. Erik Winter). Транслировался SVT.

## Описание
В первом сезоне, который начал выходить в эфир в 2001 году, Йохан Гри исполнил роль Эрика Винтера; в этом сезоне были показаны такие эпизоды, как «Танцы с ангелом», «Крик издалека», «Солнце и тень» и «Пусть это никогда не кончится».
13 мая 2009 года SVT объявили, что покажут совершенно новый сезон про Эрика Винтера и его коллег, где главную роль исполнит Магнус Креппер. В этом сезоне были такие эпизоды, как «Левая страна», «Комната № 10», «Почти мертвец» и «Последняя зима».